# Aubazat
Aubazat là một xã thuộc tỉnh Haute-Loire nam trung bộ nước Pháp. Xã Aubazat nằm ở khu vực có độ cao trung bình 640 mét trên mực nước biển.